# Летка
Летка (на руски: Летка) е река в Република Коми и Кировска област на Русия, десен приток на Вятка (десен приток на Кама, ляв приток на Волга). Дължина 260 km. Площ на водосборния басейн 3680 km².
Река Летка води началото си от възвишението Северни Ували, на 205 m н.в., на 43 km североизточно от село Летка, в югозападна част на Република Коми. По цялото си протежение Летка е типична равнинна река с малък наклон, бавно течение и стотици меандри, като в горното си течение, до село Летка тече в югозападна, а след това до устието си – в югоизточна посока. Влива се отдясно в река Вятка (десен приток на Кама), при нейния 804 km, на 116 m н.в., при село Летски Рейд, в северната част на Кировска област. Основен приток Волосница (51 km, десен). Летка има смесено подхранване с преобладаване на снежното с ясно изразено пролетно пълноводие. Среден годишен отток при село Казан, на 45 km от устието 20,6 m³/s. По време на пролетното пълноводие реката е плавателна за плиткогазещи съдове в долното си течение. По течението ѝ са разположени 18 малки населени места – 10 села в Република Коми, в т.ч. Летка и Черьомуховка и 8 села в Кировска област.